# Hhohho
Hhohho, situé au nord-ouest de l'État, est un des quatre districts de l'Eswatini (anciennement Swaziland). Sa superficie est de 3 569 km2 pour une population de 270 000 habitants (1997). La capitale est Mbabane, qui est aussi la capitale du pays.

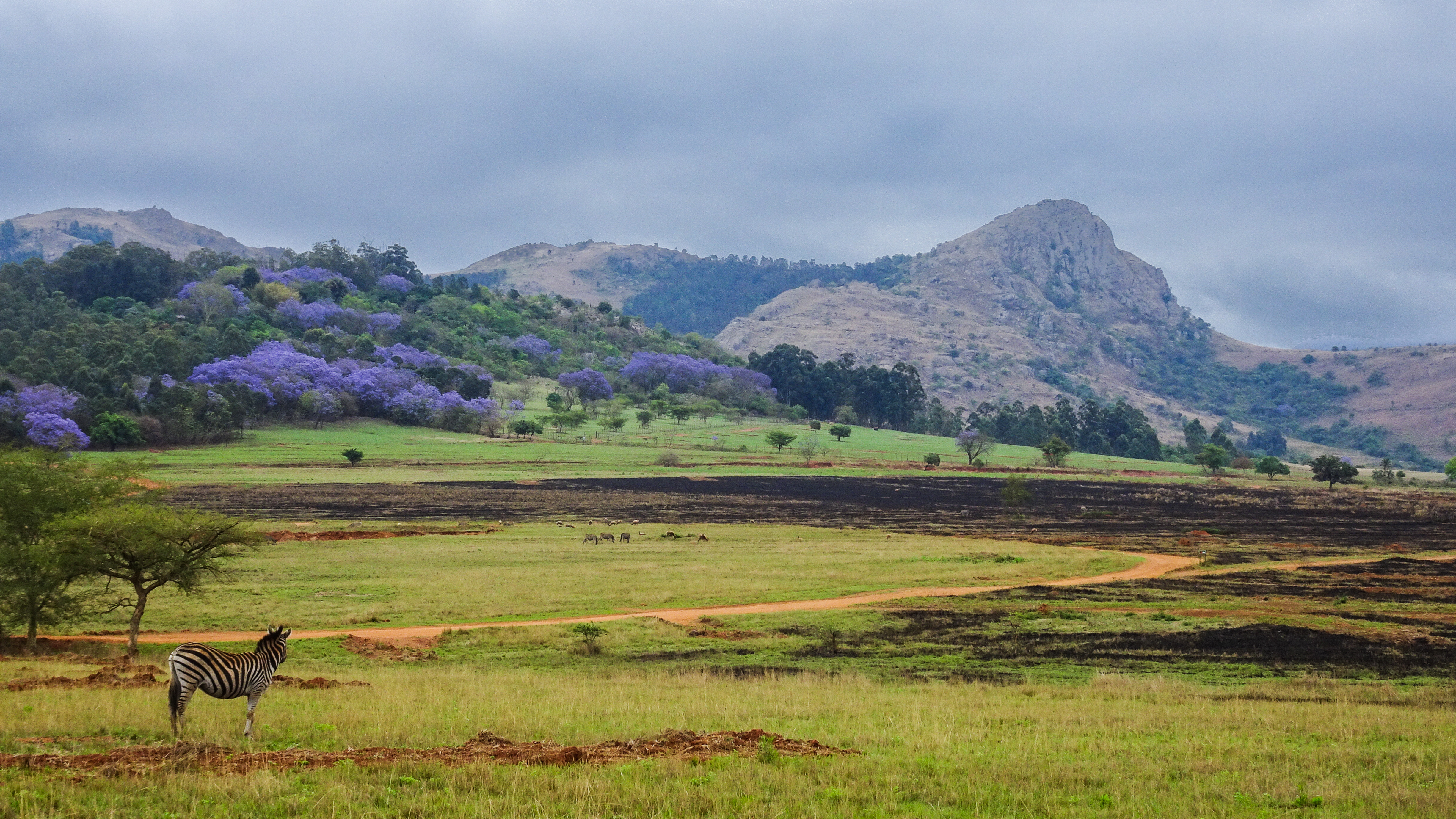
Réserve naturelle de Mantenga